# Czechowice (Gliwice)

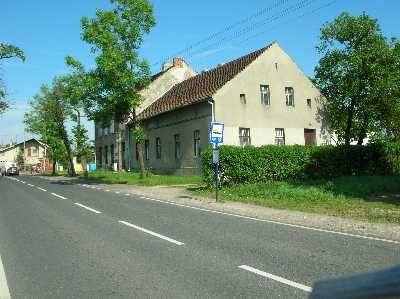
Czechowice – Stara szkoła z 1872 roku, obecnie siedziba organizacji społecznych.

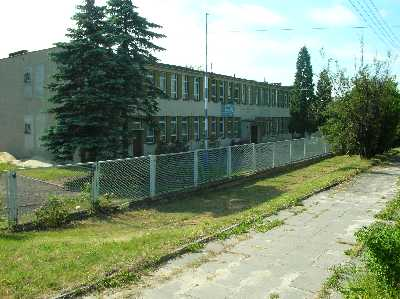
Czechowice – Nowa szkoła z 1970 roku, obecnie warsztaty Caritas.

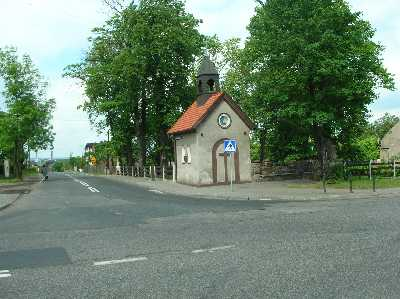
Czechowice – Kaplica św. Jana Nepomucena z około 1900 roku.

Czechowice (niem. Schechowitz) – dzielnica miasta Gliwice od 1964 roku.

## Informacje ogólne
Czechowice są najbardziej na północ położoną dzielnicą miasta, znaną z ośrodków wypoczynkowych położonych nad jeziorem Czechowickim przez mieszkańców zwanym Bagry.
30 czerwca 2018 roku na osiedlu mieszkało 727 mieszkańców.

## Nazwa
W księdze łacińskiej Liber fundationis episcopatus Vratislaviensis (pol. Księga uposażeń biskupstwa wrocławskiego) spisanej za czasów biskupa Henryka z Wierzbna w latach 1295–1305 miejscowość wymieniona jest w zlatynizowanej formie Cechowitz. Od późnego średniowiecza stosowano nazwę Czechowitz lub zamiennie Schechowitz.  W okresie germanizacji nazw na Śląsku przez narodowych socjalistów zmieniono w latach 1936–1945 nazwę wsi na całkowicie niemiecką Böhmswalde. Obecna nazwa została administracyjnie zatwierdzona 12 listopada 1946.

## Historia

### Prehistoria
Pierwsze ślady pobytu ludzi na tym terenie pochodzą sprzed około 12 tysięcy lat.

Liczne są tu też znaleziska archeologiczne, należące do kultury łużyckiej, z okresu 1200-400 p.n.e.

### Od średniowiecza do II wojny światowej
Współczesna osada założona została prawdopodobnie w XIII wieku przez czeskich hutników szkła sprowadzonych tu przez Cystersów z klasztoru w Rudach Raciborskich. Niektórzy historycy twierdzą, że Czechowice były wsią rycerską – stąd w herbie św. Jerzy zabijający smoka – założoną na prawie niemieckim.
Pierwsza wzmianka o Czechowicach znajduje się w wykazie dziesięcin biskupstwa wrocławskiego z 1305 roku. W dziele tym, w rozdziale "Registrum Wyasdensis", czyli "Rejestr Ujazdowski", napisano: Item in Cechowitz sunt XXIIII mansi solventes per fertones. Oznacza to, że Czechowice były wówczas obowiązane płacić dziesięcinę z 24 łanów. Ponieważ zasadzano zwykle jedną rodzinę na jednym łanie, to można przyjąć, że wieś liczyła wtedy 24 rodziny.
W Czechowicach był XIV-wieczny drewniany kościół parafialny pod wezwaniem św. Jerzego, który spłonął i ostatecznie uległ zawaleniu około roku 1750. Od tej pory Czechowice należą do parafii w Łabędach. Ostatnim przedwojennym właścicielem Czechowic był hrabia Johannes von Welczek – właściciel między innymi Łabęd, a w latach 1936-1939 ambasador Niemiec w Paryżu.

### Rok 1945
23 stycznia 1945 roku do Czechowic wkroczyła Armia Czerwona od strony Pyskowic.
W poniedziałek, 12 lutego 1945 roku, około 50 mężczyzn z Czechowic zostało osadzonych w łabędzkim obozie założonym i prowadzonym przez NKWD. 5 marca 1945 roku wywieziono ich do pracy przymusowej na terenie ZSRR, głównie do Donbasu. Około połowa internowanych zmarła w różnych obozach i podczas drogi powrotnej do domu.

### Współczesność
Od 1954 siedziba gromady Czechowice. Od 1959 roku Czechowice stanowiły część Łabęd (Łabędy 3), wraz z którymi w 1964 roku zostały włączone do Gliwic. Rok szkolny 1999/2000 był ostatnim w 136-letnich dziejach czechowickiej szkoły. Z powodu zbyt małej liczby uczniów (tylko 56) szkoła podstawowa została zlikwidowana.
Od 2005 roku wydawane jest przez Radę Osiedlową czasopismo "Czechowicer", w którym gros artykułów traktuje o historii czechowickiej ziemi.

### Pieczęcie

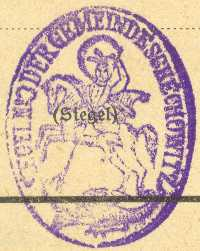
Czechowice - Pieczęć gminy z 1934 roku.
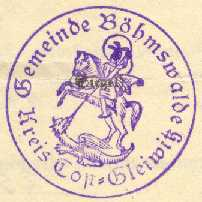
Czechowice - Pieczęć gminy z 1938 roku.

## Kościoły i kaplice
Kaplice:
- Kaplica św. Jana Nepomucena

## Turystyka
Przez osiedle przebiega szlak turystyczny:
- – Szlak Okrężny wokół Gliwic

## Transport
Przez osiedle przebiega ul. Toszecka − droga wojewódzka nr 901, łącząca między innymi Pyskowice z Gliwicami.